# Immeuble au 8, rue du Fossé-des-Tailleurs à Strasbourg
L'immeuble au 8, rue du Fossé-des-Tailleurs est un monument historique situé à Strasbourg, dans le département français du Bas-Rhin.

## Situation et accès
Ce bâtiment est situé au 8, rue du Fossé-des-Tailleurs à Strasbourg.

## Historique
L'édifice fait l'objet d'une inscription au titre des monuments historiques depuis 1946.